# Campionati del mondo di ciclismo su strada 2001 - Gara in linea femminile Elite
La gara in linea femminile Elite dei Campionati del mondo di ciclismo su strada 2001 fu corsa il 13 ottobre 2001 in Portogallo, con partenza ed arrivo a Lisbona, su un circuito di 12,1 km da ripetere 10 volte. L'oro andò alla lituana Rasa Polikevičiūtė, che vinse con il tempo di 3h12'05" alla media di 37,8 km/h, l'argento all'altra lituana Edita Pučinskaitė e il bronzo alla francese Jeannie Longo.

## Squadre partecipanti
| N.    | Cod. | Squadra     |
| ----- | ---- | ----------- |
| 1     | BLR  | Bielorussia |
| 2-5   | NLD  | Paesi Bassi |
| 6     | SWE  | Svezia      |
| 7-10  | GBR  | Regno Unito |
| 11-16 | USA  | Stati Uniti |
| 17-22 | NOR  | Norvegia    |
| 23-28 | FRA  | Francia     |
| 29-34 | UKR  | Ucraina     |
| 35-39 | CAN  | Canada      |
| 40-43 | LTU  | Lituania    |
| 44-49 | ITA  | Italia      |
| 50-55 | CHE  | Svizzera    |
| 56-62 | AUS  | Australia   |
| 63-67 | POL  | Polonia     |

| N.      | Cod. | Squadra       |
| ------- | ---- | ------------- |
| 68-73   | GER  | Germania      |
| 74      | GRE  | Grecia        |
| 75      | IRL  | Irlanda       |
| 76-80   | ESP  | Spagna        |
| 81-82   | DNK  | Danimarca     |
| 83-88   | RUS  | Russia        |
| 89-94   | BEL  | Belgio        |
| 95      | AUT  | Austria       |
| 96-97   | COL  | Colombia      |
| 98      | ZAF  | Sudafrica     |
| 99      | BRA  | Brasile       |
| 100-101 | FIN  | Finlandia     |
| 102-103 | NZL  | Nuova Zelanda |
| 104     | JPN  | Giappone      |

## Classifica (Top 10)
| Pos. | Corridore              | Squadra     | Tempo    |
| ---- | ---------------------- | ----------- | -------- |
| 1    | Rasa Polikevičiūtė     | Lituania    | 3h12'05" |
| 2    | Edita Pučinskaitė      | Lituania    | s.t.     |
| 3    | Jeannie Longo          | Francia     | s.t.     |
| 4    | Judith Arndt           | Germania    | a 6"     |
| 5    | Mirjam Melchers        | Paesi Bassi | s.t.     |
| 6    | Nicole Brändli         | Svizzera    | s.t.     |
| 7    | Susanne Ljungskog      | Svezia      | s.t.     |
| 8    | Diana Žiliūtė          | Lituania    | a 1'33"  |
| 9    | Alessandra Cappellotto | Italia      | s.t.     |
| 10   | Susan Palmer           | Canada      | s.t.     |